# با خورشید مسابقه دهید (فیلم)
با خورشید مسابقه دهید (به انگلیسی: Race the Sun) فیلمی محصول سال ۱۹۹۶ و به کارگردانی چارلز تی کنگانیس است. در این فیلم بازیگرانی همچون هلی بری، کیسی افلک، الیزا دوشکو، کوین تایگ، جیم بلوشی، بیل هانتر، آنتونی روئیویوار، استیو زان و جوئل اجرتون ایفای نقش کرده‌اند.